# رقصة بولروم

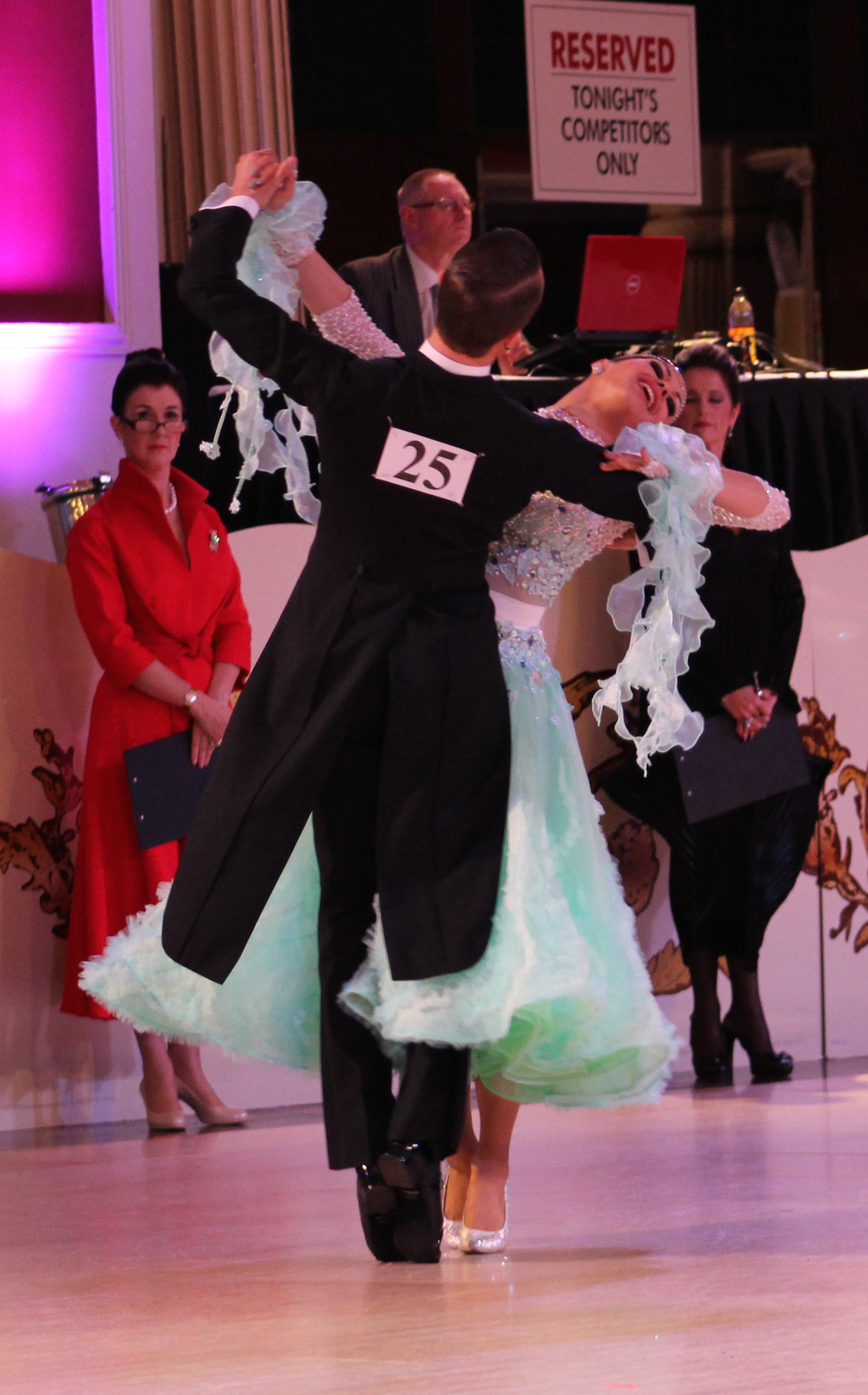
صورة لراقصي بولروم في 2013

رقصة بولروم (بالإنجليزية: Ballroom dance)‏ هي مجموعة من الرقصات الأوروبية، نشأت في أمريكا الشمالية وثم انتشرت في أوروبا، ويعتبر من الرقصات الرياضية، وهناك نوعين من هذه الرقصات واحدة إسمها الإيقاع والأخرى إسمها البدلات.